# Complexo de Florestas de Dong Phayayen-Khao Yai
O Complexo de Florestas de Dong Phayayen-Khao Yai estende-se por 230 km entre o Parque Nacional de Ta Phraya, na fronteira com o Cambodja, a este, e o Parque Nacional Khao Yai a oeste. O sítio é abrigo a mais de 800 espécies de fauna, incluindo 112 espécies de mamíferos (nas quais se incluem duas espécies de gibões), 392 espécies de aves e 200 espécies de répteis e anfíbios. É importante internacionalmente para a conservação de espécies de mamíferos, aves e répteis, globalmente ameaçados e em perigo, de entre as quais 19 são vulneráveis, 4 estão em perigo de extinção e outra está em perigo de extinção crítico. A área contém substanciais e importantes ecossistemas florestais, que dão um habitat para a sobrevivência a longo-prazo destas espécies.
Foi declarado Património Mundial pela UNESCO em 2005.